# Wybory prezydenckie na Litwie w 2009 roku
Wybory prezydenckie na Litwie w 2009 roku odbyły się 17 maja 2009. Według oficjalnych wyników ogłoszonych 24 maja 2009 przez Główną Komisję Wyborczą zwycięstwo w I turze odniosła Dalia Grybauskaitė, która zdobyła 69,09% głosów. Grybauskaitė jest pierwszą kobietą w historii Litwy, która objęła stanowisko głowy państwa. W wyborach startowało siedmiu kandydatów, w tym po raz pierwszy przedstawiciel mniejszości polskiej Waldemar Tomaszewski.

## Kandydaci
Kandydaci zarejestrowani przez Główną Komisję Wyborczą (w kolejności alfabetycznej):
- Algirdas Butkevičius (LSDP)
- Loreta Graužinienė (DP)
- Dalia Grybauskaitė (niezależna)
- Jonas Jankauskas (niezależny) – w wyborach nie wystartował ponieważ nie zebrał wymaganej liczby podpisów.
- Česlovas Jezerskas (niezależny)
- Vytautas Kundrotas (niezależny) – w wyborach nie wystartował ponieważ nie zebrał wymaganej liczby podpisów.
- Algimantas Matulevičius (PDP)- w wyborach nie wystartował ponieważ nie zebrał wymaganej liczby podpisów.
- Valentinas Mazuronis (TT)
- Algirdas Pilvelis (niezależny) – w wyborach nie wystartował ponieważ nie zebrał wymaganej liczby podpisów.
- Kazimiera Prunskienė (niezależna)
- Vidmantas Sadauskas (niezależny) – w wyborach nie wystartował ponieważ nie zebrał wymaganej liczby podpisów.
- Waldemar Tomaszewski (AWPL)
- Zigmas Vaišvila (niezależny) – w wyborach nie wystartował ponieważ nie zebrał wymaganej liczby podpisów.
- Arūnas Valinskas (TPP) – odmówił startu w wyborach

Przedmiotem kontrowersji stała się kandydatura Waldemara Tomaszewskiego w związku z posiadaniem przez niego Karty Polaka. Część polityków i komentatorów uważa ten fakt, za przyjęcie zobowiązań na rzecz obcego państwa. Podczas głosowania nad rejestracją tej kandydatury "za" opowiedziało się dziewięciu członków Głównej Komisji Wyborczej, zaś "przeciw" głosowało czterech.

## Kalendarium przedwyborcze
- 3 kwietnia – rezygnacja Arūnas Valinskasa ze startu w wyborach i udzielenie poparcia Dalii Grybauskaitė[3].

## Wyniki
Do udziału w wyborach uprawnionych było prawie 2,7 milionów obywateli Litwy. Udział wzięło prawie 1,4 miliona głosujących (51,76% uprawnionych). Głosy ważne stanowiły 98,73% wszystkich oddanych głosów.

### Wyniki w skali kraju
Oficjalne wyniki głosowania:
| Kandydat             | Partia                              | Głosy     | %      |
| -------------------- | ----------------------------------- | --------- | ------ |
| Dalia Grybauskaitė   | Niezależna                          | 950 407   | 69,09% |
| Algirdas Butkevičius | Litewska Partia Socjaldemokratyczna | 162 665   | 11,82% |
| Valentinas Mazuronis | Porządek i Sprawiedliwość           | 84656     | 6,15%  |
| Waldemar Tomaszewski | Akcja Wyborcza Polaków na Litwie    | 65255     | 4,74%  |
| Kazimiera Prunskienė | Niezależna                          | 53778     | 3,91%  |
| Loreta Graužinienė   | Partia Pracy                        | 49686     | 3,61%  |
| Česlovas Jezerskas   | Niezależny                          | 9191      | 0,67%  |
| Razem                | Razem                               | 1 375 638 | 100%   |

### Wyniki w samorządach
Dalia Grybauskaitė odniosła zwycięstwo w 56 spośród 60 rejonów Litwy, najwyższe poparcie uzyskując w Kownie, gdzie otrzymała 128 193 głosów (83,19% głosów ważnych oddanych w mieście). W rejonach solecznickim i wileńskim wygrał Waldemar Tomaszewski zdobywając odpowiednio 11 397 (66,86%) i 20 967 (49,94%) głosów. W rejonie wyłkowyskim najwięcej głosów zdobył Algirdas Butkevičius (10 902 i 52,11%), zaś w Wisagni zwyciężyła Kazimiera Prunskienė (2 312 i 33,74%).